# Klippskvätta
Klippskvätta (Thamnolaea cinnamomeiventris) är en fågel i familjen flugsnappare inom ordningen tättingar.

## Utbredning och systematik
Klippskvätta delas in i nio underarter med följande utbredning:
- T. c. bambarae – Mali (Mandingobergen)
- T. c. coronata – Togo och sydöstra Burkina Faso till norra Kamerun och västra Sudan (Darfur)
- T. c. kordofanensis – centrala Sudan (Kordofan och Nuba Hills)
- T. c. albiscapulata – förekommer i södra Etiopien
- T. c. subrufipennis – förekommer från sydöstra Sydsudan och sydvästra Etiopien till Zambia och Malawi
- T. c. odica – förekommer i östra Zimbabwe
- T. c. cinnamomeiventris – förekommer centrala Sydafrika
- T. c. cavernicola – centrala Mali
- T. c. autochthones – förekommer i södra Moçambique, nordöstra Sydafrika och Swaziland

## Status
IUCN kategoriserar fågeln som livskraftig.